# 相川 (市原市)
相川（あいかわ）は、千葉県市原市の三和地区にある大字。郵便番号は290-0252。

## 概要
養老川沿いの低地水田地帯となっている。国道297号が中央部を通過する。

## 地理
北に海士有木駅や千葉県道292号犬成海士有木線があり、南に上総三又駅や千葉県道13号市原茂原線がある。北は大坪、東は海士有木、西は浅井小向、南は山田又は安須と接する。

## 世帯数と人口
2022年4月1日現在の世帯数と人口は以下の通りである。
| 町丁字 | 世帯数 | 人口 |
| ------ | ------ | ---- |
| 相川   | 41世帯 | 76人 |

## 通学区域
市立小中学校及び県立高校に通学する場合の通学区域は以下の通りである。
| 町丁字 | 番地 | 小学校             | 中学校             | 県立高校 |
| ------ | ---- | ------------------ | ------------------ | -------- |
| 相川   | 全域 | 市原市立市西小学校 | 市原市立三和中学校 | 第9学区  |

## 交通

### 鉄道
小湊鉄道小湊鉄道線海士有木駅、上総三又駅

### 道路
- 国道297号線（通称・大多喜街道）[7]
- 千葉県道13号市原茂原線
- 千葉県道292号犬成海士有木線